# محمد صبری
محمد صبری (انگلیسی: Mohamed Sabry؛ زادهٔ ۷ آوریل ۱۹۷۴) بازیکن فوتبال اهل مصر است.
از باشگاه‌هایی که در آن بازی کرده‌است می‌توان به باشگاه ورزشی زمالک، باشگاه ورزشی کاظمه کویت، و باشگاه فوتبال الاتحاد اسکندریه اشاره کرد.
وی همچنین در تیم ملی فوتبال مصر بازی کرده‌است.